# Dytiscus distantus
Dytiscus distantus är en skalbaggsart som beskrevs av Feng 1936. Dytiscus distantus ingår i släktet Dytiscus och familjen dykare. Inga underarter finns listade i Catalogue of Life.